# Dichazurga
Dichazurga nebo Dichažurgja nebo Abaakyt (abchazsky Дихазурга nebo Дихажәыргьа nebo Абаақыҭ, gruzínsky a megrelsky დიხაზურგა – Dichazurga) je vesnice v Abcházii v okrese Gali. Leží přibližně 13 km východně od okresního města Gali. Obec sousedí na západě s Machundžrou, na severu s Gumryšem v okrese Tkvarčeli, které od sebe odděluje řeka Chob a Vodní nádrž Gali, na severovýchodě s Papynyrchvou, na východě s Ruchi a s Tkaiou, které se obě nachází v gruzínském kraji Samegrelo – Horní Svanetie a odděluje je od Dichazurgy řeka Inguri, a na jihozápadě s Čuburchindží.
Oficiálním názvem obce je Vesnický okrsek Dichazurga (rusky Чубурхинджская сельская администрация, abchazsky Ҷубурхьынџь ақыҭа ахадара). Za časů Sovětského svazu se okrsek jmenoval Dichazurginský selsovět (Чубурхинджский сельсовет).

## Části obce
Součástí Dichazurgy jsou následující části:
- Dichazurga / Abaakyt (Дихазурга / Дихажәыргьа / Абаақыҭ)
- Zeni (Зени) – gruz. ზენი
- Chole (Холе) – gruz. ხოლე
- Ocarce (Оцарце) – gruz. ოცარცე

## Historie
Dichazurga byla v minulosti součástí gruzínského historického regionu Samegrelo, od 17. století Samurzakanu. Po vzniku Sovětského svazu byla vesnice součástí příhraničí Abchazské ASSR s Gruzií, přičemž všichni obyvatelé se hlásili k megrelské národnosti. Obec spadala pod okres Gali.
Během války v Abcházii v letech 1992–1993 byla obec ovládána gruzínskými vládními jednotkami. Na konci této války se zdejší obyvatelé, z nichž téměř dvě třetiny z Abcházie uprchly, ocitli pod vládou separatistické Abcházie. Dle Moskevských dohod z roku 1994 o klidu zbraní а o rozdělení bojujících stran byla Dichazurga začleněna do nárazníkové zóny, kde se o bezpečnost staraly mírové vojenské jednotky SNS v rámci mise UNOMIG. Mírové sbory Abcházii opustily poté, kdy byla v roce 2008 Ruskem uznána nezávislost Abcházie. Během tohoto období docházelo v obci nebo v její blízkosti k příhraničním incidentům a přestřelkám s mrtvými na obou stranách.
Od roku 2008 se o bezpečnost a o hranici s Gruzií starají abchazské a ruské vojenské jednotky. To vedlo k dalším různým incidentům, kdy například předseda okresu Gali Beslan Aršba potvrdil, že v Dichazurze bylo vypáleno pět domů poté, kdy se zde stali tři příslušníci abchazské pohraniční stráže obětí ostřelování. Pachateli byli příbuzní a přátelé těchto tří pohraničníků a starosta obce Riap, kteří přišli pomstít jejich smrt. Mezi další problémy obce patřily v roce 2013 únosy, za které byli zodpovědní abchazští, ruští i gruzínští členové dobře organizovaného kriminálního gangu čchvartalského vora v zakoně Mamuky Čkadvy, jenž byl toho roku vyhoštěn z Ruska. Tito zločinci páchali únosy na abchazské i gruzínské straně řeky Inguri, kdy v noci po vloupání do domu unášeli spící (a bohatou) oběť a žádali výkupné.

## Obyvatelstvo
Dle nejnovějšího sčítání lidu z roku 2011 je počet obyvatel této obce 972 a jejich složení následovné:
- 955 Megrelců (98,3 %)
- 7 Gruzínů (0,7 %)
- 3 Rusové (0,3 %)
- 7 příslušníků ostatních národností (0,7 %)

Před válkou v Abcházii žilo v obci 616 obyvatel, v celém Dichazurginském selsovětu 2625 obyvatel.